# Alkadowie Limy
Lista przedstawia alkadów Limy w XX i XXI wieku
| Imię i nazwisko               | Lata                |
| ----------------------------- | ------------------- |
| Nicolás de Rivera             | 1897–1900           |
| Benjamín Boza                 | 1900–1901           |
| Federico Elguera              | 1901–1908           |
| Guillermo Billinghurst Angulo | 1909–1910           |
| Nicanor Carmona               | 1910–1913/1915–1916 |
| Elías Malpartida              | 1914–1915           |
| Luis Miró Quesada             | 1916–1918           |
| Manuel Yrigoyen Diez Canseco  | 1919–1920           |
| Ricardo Espinoza              | 1920–1920           |
| Pedro Mujica Carassa          | 1920–1921           |
| Pedro José Rada y Gamio       | 1922–1925           |
| Andrés F. Dasso               | 1926–1929           |
| Luis Albizuri                 | 1930–1930           |
| Luis A. Eguiguren             | 1930–1931           |
| José Manuel García Bedoya     | 1932–1933           |
| Luis Gallo Porras             | 1934–1937           |
| Eduardo Dibós Dammert         | 1938–1940           |
| Luis Gallo Porras             | 1941–1945           |
| Augusto Benavides Canseco     | 1946–1947           |
| Luis Gallo Porras             | 1948–1949           |
| Pedro Pablo Martínez          | 1949–1950           |
| Eduardo Dibós Dammert         | 1950–1952           |
| Luis T. Larco                 | 1953–1955           |
| Héctor García Ribeyro         | 1956–1962           |
| Anita Fernandini de Naranjo   | 1963–1964           |
| Luis Bedoya Reyes             | 1964–1969           |
| Eduardo Dibós Chappuis        | 1970–1973           |
| Lizardo Alzamora Porras       | 1973–1975           |
| Arturo Cavero Calisto         | 1975–1977           |
| Enrique Falconí Mejía         | 1977–1978           |
| Roberto Carrión Pollit        | 1978–1979           |
| Piero Pierantoni Cámpora      | 1980–1981           |
| Eduardo Orrego Villacorta     | 1981–1983           |
| Alfonso Barrantes Lingán      | 1984–1986           |
| Jorge del Castillo            | 1987–1989           |
| Ricardo Belmont Cassinelli    | 1990–1995           |
| Alberto Andrade               | 1996–2002           |
| Luis Castañeda Lossio         | 2003–2010           |
| Marco Parra Sánchez           | 2010–2011           |
| Susana Villarán               | 2011–2014           |
| Luis Castañeda Lossio         | 2015–2018           |
| Jorge Muñoz Wells             | 2019- nadal         |